# Sénat de l'État de New York
Capitole de l'État de New York, Albany
Le Sénat de l'État de New York (en anglais : New York State Senate) est la chambre haute de la législature d'État de New York, législature bicamérale de l'État américain de New York. Elle compte 63 membres élus pour deux ans.

## Composition
Il est composé de 63 sièges pourvus pour quatre ans au scrutin uninominal majoritaire à un tour dans autant de circonscriptions.

## Siège
La législature d'État de New York siège au Capitole situé à Albany.

## Représentation
| Date                | Parti      | Parti    | Parti      | Parti        | Total |
| Date                | Opposition | Majorité | Majorité   | Majorité     | Total |
| Date                | Démocrates | IDC (en) | Démocrates | Républicains | Total |
| ------------------- | ---------- | -------- | ---------- | ------------ | ----- |
| Date                |            |          |            |              | Total |
| Début de la session | 24         | 7        | 1          | 31           | 63    |
| 25 janvier 2017     | 23         | 8        | 1          | 31           | 63    |
| 15 février 2017     | 22         | 8        | 1          | 31           | 62    |
| 23 mai 2017         | 23         | 8        | 1          | 31           | 63    |
| 9 août 2017         | 22         | 8        | 1          | 31           | 62    |
| 7 novembre 2017     | 23         | 8        | 1          | 31           | 63    |
| 1er janvier 2018    | 21         | 8        | 1          | 31           | 61    |
| 4 avril 2018        | 29         | 0        | 1          | 31           | 61    |
| 24 avril 2018       | 31         | 0        | 1          | 31           | 63    |
| 1er janvier 2021    | 42         | 0        | 0          | 20           | 62    |